# Ángel Sandoval Peña
Ángel Sandoval Peña (* 24. September 1871 in Vallegrande; † 1941) war Anwalt und Minister im südamerikanischen Anden-Staat Bolivien.
Ángel Sandoval absolvierte ein Studium an der Rechtsfakultät der Universität Santo Tomás de Aquino (heute "René Moreno") in Santa Cruz.
Im Verlauf seiner Berufstätigkeit war er  Anwalt, Präfekt, Ratsmitglied, Minister, Dozent, Dekan und Präsident des Obersten Gerichtshofes.
Sandoval war Verfasser des Memorandums von 1904 der Gesellschaft für Geografische und Historische Studien von Santa Cruz.
Als nationaler Delegierter für das östliche bolivianische Tiefland gründete er am 16. Februar 1916 die Stadt Roboré, konzipierte für die Bucht von Cáceres eine erste Anlegebrücke mit Gleisen,
er machte Puerto Suárez zum Freihandelshafen und verband die Stadt mit der Metropole Santa Cruz durch die Einführung des ersten Automobils am 25. September 1919.
Im Jahr 1937 war Sandoval Anwalt des 1936 gegründeten staatlichen Erdöl- und Erdgas-Unternehmens YPFB in dem Verwaltungsverfahren der Standard Oil Company gegen den bolivianischen Staat
vor dem Obersten Gerichtshof des Landes.
Heute trägt die bolivianische Provinz Ángel Sandoval im östlichen Tiefland des Departamento Santa Cruz den Namen von Ángel Sandoval Peña in Erinnerung an seine Entwicklungstätigkeit in dieser Region.